# Tmesisternus luteostriatus
Tmesisternus luteostriatus es una especie de escarabajo del género Tmesisternus, familia Cerambycidae. Fue descrita científicamente por Heller en 1912.
Habita en Papúa Nueva Guinea. Esta especie mide 15-21 mm.